# Albano Bizzarri
Albano Benjamín Bizzarri (Etruria, 1977. november 9. –) argentin labdarúgó kapus. Megkapta az olasz állampolgárságot is.

## Pályafutása

### Klubcsapatokban
1996-ban a Racing Clubban indult a profi pályafutása. Ezután spanyol csapatokban védett: Real Madrid, Valladolid, Gimnàstic. 2007-ben Olaszországba igazolt, és 2019-ig itt szerepelt.

### A válogatottban
1999-ben meghívták az argentin válogatottba. Ugyanebben az évben részt vett a Copa Américán, de nem lépett pályára.

## Sikerei, díjai
Real Madrid
- UEFA-bajnokok ligája: 2000

Lazio
- Olasz kupa: 2012–13
- Olasz szuperkupa: 2009